# 伽馬島
64°20′S 63°0′W / 64.333°S 63.000°W

伽馬島（法語：Île Gamma），是南極洲的島嶼，長2公里，屬於帕默群島中梅爾基奧群島的一部分，由讓-巴蒂斯特·夏古率領的法國探險隊繪入地圖，現時由南極條約體系管理。